# 290 км (зупинний пункт, Одеська залізниця)
290 км — пасажирський зупинний пункт Знам'янської дирекції Одеської залізниці на лінії Помічна — Чорноліська між зупинним пунктом Можарове та станцією Кропивницький.
Розташований у Фортечному районі міста Кропивницький.

## Пасажирське сполучення
На зупинному пункті 290 км зупиняються приміські потяги у напрямку Помічної та Знам'янки.